# DaRon Holmes II
DaRon Rodrick Holmes II (Overland Park, 15 agosto 2002) è un cestista statunitense, di ruolo ala piccola.

## Biografia
Holmes nasce e cresce a Goodyear in Arizona dove frequenta la Millenium High School. Nel suo anno da junior, viene nominato il giocatore dell'Arizona dell'anno dopo aver terminato la stagione con una media di 23,7 punti, 10,6 rimbalzi, 3,8 stoppate e 3,1 assist. Si trasferisce al suo ultimo anno delle superiori alla Montverde Academy a Montverde, in Florida tornando però in Arizona pochi mesi dopo, questa volta all'AZ Compass Prep School a Chandler.

## Carriera
Terminando le scuole superiori come prospetto da quattro stelle, Holmes sceglie l'Università di Dayton. Nel suo primo anno con i Flyers, ha una media di 12,8 punti, 6,1 rimbalzi e 2,3 stoppate a partita, diventando anche il migliore stoppatore della storia della scuola in una singola stagione, con 81 stoppate totali. Durante il secondo anno da collegiale, Holmes ottiene una media complessiva di 18,4 punti, 8,1 rimbalzi e 1,9 stoppate.
Scelto come ventiduesima scelta assoluta al draft NBA 2024 dai Phoenix Suns, viene immediatamente scambiato ai Denver Nuggets rispettivamente per le scelte numero 28 e 56 del draft di quello stesso anno assieme a scelte del secondo turno per gli anni 2026 e 2031.

## Statistiche

### College
| Anno      | Squadra       | PG  | PT  | MP   | TC%  | 3P%  | TL%  | RP  | AP  | PRP | SP  | PP   |
| --------- | ------------- | --- | --- | ---- | ---- | ---- | ---- | --- | --- | --- | --- | ---- |
| 2021-2022 | Dayton Flyers | 35  | 35  | 30,7 | 64,9 | 14,3 | 58,6 | 6,1 | 1,3 | 0,4 | 2,3 | 12,8 |
| 2022-2023 | Dayton Flyers | 34  | 34  | 34,3 | 59,0 | 31,6 | 66,9 | 8,1 | 1,7 | 0,7 | 1,9 | 18,4 |
| 2023-2024 | Dayton Flyers | 33  | 33  | 32,5 | 54,4 | 38,6 | 71,3 | 8,5 | 2,6 | 0,9 | 2,1 | 20,4 |
| Carriera  | Carriera      | 102 | 102 | 32,5 | 58,8 | 35,8 | 67,1 | 7,5 | 1,9 | 0,7 | 2,1 | 17,1 |